# Будучи там
«Будучи там» (в других переводах «Эффект присутствия», «Садовник», «Оказаться на месте»; англ. Being There) — американская комедийная драма режиссёра Хэла Эшби 1979 года. Экранизация произведения Ежи Косинского. Исполнитель роли второго плана Мелвин Дуглас за актёрскую работу в ленте удостоился второй премии «Оскар». Предпоследняя роль в кино именитого комика Питера Селлерса. Картина заняла 26 место в списке 100 лучших американских комедий по версии AFI.

## Сюжет
Умирает старый хозяин дома. После его смерти садовник Чэнс, всю жизнь проживший в доме и ухаживавший за садом, оказывается на улице. Чэнс уже немолодой человек, но, с детства страдая умственным расстройством, не научился ни читать, ни писать, всю жизнь он даже не выходил за ограду дома и знал мир только по телевизионным программам, которые очень любил смотреть. Выставленный на улицу, он в первый же день попадает под колёса автомобиля богатой дамы Ив Рэнд (Ширли Маклейн), которая привозит его домой, чтобы показать врачу. Её муж Бенджамин (Мелвин Дуглас) — очень влиятельный и богатый человек, советник президента (Джек Уорден) по экономическим вопросам, но он смертельно болен, и дом фактически превращён в больницу, в нём много врачей, медсестёр, медицинского оборудования, есть даже кислородная комната. В доме также работает много слуг.
Чэнс представляется «Chance, the gardener», но окружающие решают, что gardener (садовник) это его фамилия. Чэнс ведёт себя спокойно и естественно в любой обстановке. Он всем нравится. Он поддерживает самые сложные разговоры общими фразами из практики садоводства, и это выглядит глубокомысленно, никто и не догадывается о прошлом Чэнса. Хозяин дома принял его за разорившегося бизнесмена. Вскоре он становится другом хозяина дома, а хозяйка дома без ума в него влюбляется. По приглашению Бенджамина Чэнс оказывается вхож в высшие политические круги. После разговора с самим президентом Чэнса приглашают на телепередачу, его реплики цитируют СМИ. Спецслужбы США безуспешно пытаются узнать, кто он и откуда взялся, но компромат на таинственного Чэнса Садовника обнаружить не удаётся.
Близятся последние дни пожилого Бенджамина. Он догадывается, что Ив влюбилась в Чэнса, но не препятствует их роману, надеясь, что Чэнс сумеет позаботиться об Ив после его смерти. Он также решает создать фонд для поддержки бизнесменов и хочет, чтобы Чэнс его возглавил. Перед смертью он прощается с Чэнсом, жмёт ему руку и умирает. На глазах Чэнса впервые выступают слёзы. Личный врач Бенджамина догадался о судьбе Чэнса и выяснил, где он жил раньше, но после смерти Бенджамина он решает ничего не говорить об этом.
На похоронах друзья Бена, несущие гроб к могиле, шёпотом обсуждают, кто станет следующим президентом страны. В качестве кандидата серьёзно рассматривается Чэнс — он оказывается единственным человеком, у кого нет врагов и против кандидатуры которого ни у кого нет возражений. В финальных кадрах картины Чэнс отстраняется от похоронного процесса, забредает в лес и, подойдя к небольшому озеру, легко ступает по воде, словно Иисус.

## В ролях
- Питер Селлерс — садовник Чэнс
- Ширли Маклейн — Ив Рэнд
- Мелвин Дуглас — Бенджамин Рэнд
- Джек Уорден — президент Бобби
- Ричард Дайсарт — доктор Роберт Алленби
- Ричард Бейсхарт — Владимир Скрапинов
- Тан Вьенн — посол Гауфриди
- Элис Хирсон — жена президента
- Илья Баскин — Карпатов

## Съёмочная группа
- Режиссёр: Хэл Эшби
- Сценаристы: Ежи Косинский, Роберт С. Джонс (Robert C. Jones)

по роману Ежи Косинского
- Продюсер: Эндрю Браунсберг (Andrew Braunsberg)
- Исполнительный продюсер: Джэк Шварцман (Jack Schwartzman)
- Композитор: Джонни Мэндел (Johnny Mandel)

использована музыка Франца Шуберта и Эрика Сати
- Оператор: Калеб Дешанель (Caleb Deschanel)
- Монтаж: Дон Циммерман (Don Zimmerman)
- Художник-постановщик: Майкл Д. Хэллер (Michael D. Haller)
- Художник по костюмам: Мэй Рут (May Routh)

Производство: «BSB», «CIP», «Lorimar Film Entertainment», «NatWest Ventures», «Northstar» 

Прокат: «United Artists» (1979, США), «ITC Film Distributors» (1980, Великобритания), «Warner Bros. Pictures» (повторно, США) 

Телевидение: «CBS Television» (1984, США)

Видео (VHS): «CBS/Fox Video» (1984) 

DVD: «Warner Home Video» (2001, 2003, 2006)

## Награды и номинации
- 1979 — премия круга кинокритиков Нью-Йорка за лучшую мужскую роль второго плана (Мелвин Дуглас), а также две номинации: лучший актёр (Питер Селлерс), лучший сценарий (Ежи Косинский).
- 1979 — премия Национального совета кинокритиков США лучшему актёру (Питер Селлерс), а также включение в список десяти лучших фильмов года.
- 1979 — премия Ассоциации кинокритиков Лос-Анджелеса лучшему актёру второго плана (Мелвин Дуглас).
- 1980 — премия Гильдии сценаристов США за лучший адаптированный сценарий к кинокомедии (Ежи Косинский).
- 1980 — премия Национального общества кинокритиков США за лучшую операторскую работу (Калеб Дешанель), а также три номинации: лучший актёр (Питер Селлерс), лучший актёр второго плана (Мелвин Дуглас), лучший сценарий (Ежи Косинский, Роберт Джонс).
- 1980 — две премии «Золотой глобус» за лучшую мужскую роль в комедии или мюзикле (Питер Селлерс) и за лучшую мужскую роль второго плана (Мелвин Дуглас), а также четыре номинации: лучшая режиссёрская работа (Хэл Эшби), лучший фильм (комедия или мюзикл), лучшая женская роль в комедии или мюзикле (Ширли Маклейн), лучший сценарий (Ежи Косинский).
- 1980 — участие в основной конкурсной программе Каннского кинофестиваля.
- 1980 — премия «Оскар» за лучшую мужскую роль второго плана (Мелвин Дуглас), а также номинация в категории «лучшая мужская роль» (Питер Селлерс).
- 1981 — премия Лондонского кружка кинокритиков за особые достижения в киноискусстве (Питер Селлерс).
- 1981 — премия BAFTA за лучший сценарий (Ежи Косинский), а также три номинации: лучший фильм, лучшая мужская роль (Питер Селлерс), лучшая женская роль (Ширли Маклейн).
- 1982 — номинация на премию Японской киноакадемии за лучший фильм на иностранном языке.
- 2000 — 68-е место в списке 100 самых смешных американских фильмов за 100 лет по версии AFI.
- 2015 — включение в Национальный реестр фильмов.